# جون أوسبورن
جون أوسبورن (بالإنجليزية: John Osborne)‏ (و. 1929 – 1994 م) هو ممثل، وكاتب مسرحي، وكاتب سيناريو، وكاتب من المملكة المتحدة . ولد في لندن .

## جوائز
حصل على جوائز منها جائزة الأوسكار لأفضل كتابة.

## روابط خارجية
- جون أوسبورن على موقع IMDb (الإنجليزية)
- جون أوسبورن على موقع الموسوعة البريطانية (الإنجليزية)
- جون أوسبورن على موقع مونزينجر (الألمانية)
- جون أوسبورن على موقع ألو سيني (الفرنسية)
- جون أوسبورن على موقع ألو سيني (الفرنسية)
- جون أوسبورن على موقع أول موفي (الإنجليزية)
- جون أوسبورن على موقع قاعدة بيانات برودواي على الإنترنت (الإنجليزية)
- جون أوسبورن على موقع قاعدة بيانات الأفلام السويدية (السويدية)
- جون أوسبورن على موقع إن إن دي بي (الإنجليزية)
- جون أوسبورن على موقع ديسكوغز (الإنجليزية)